# Kylie Deberg
Kylie Deberg (* 30. März 1999 in Hudson, Iowa) ist eine US-amerikanische Volleyball- und Beachvolleyballspielerin.

## Karriere Halle
Deberg startete ihre Karriere an der Hudson High School in ihrem Heimatort. Nach einer Saison 2017/18 an der University of Illinois at Urbana-Champaign bei den Fighting Illini wechselte die Außenangreiferin für drei Jahre zu den Missouri Tigers an die University of Missouri. In dieser Zeit war sie dreimal „All-American“ und eine der Spitzenspielerinnen in der nationalen „NCAA - Southeastern Conference“. 2021 schloss sie sich den LSU Tigers an der Louisiana State University an.

## Karriere Beach
2021 begann die Athletin parallel zum Sport in der Halle auch mit dem Beachvolleyball. 2022 startete sie mit Kahlee York auf der nationalen AVP Tour. Mit Hailey Harward nahm sie im Dezember auch am internationalen Futures-Event in Den Haag teil und wurde Neunte. 2023 spielte Deberg auf der AVP Tour an der Seite von Alaina Chacon und gewann dabei das Open-Turnier in Waupaca. Mit der Volleyballnationalspielerin Carli Lloyd wurde sie Dritte beim Futures-Event in Halifax.
2024 startete Deberg national und international an der Seite von Hailey Harward. Die beiden gewannen die NORCECA-Turniere in Santo Domingo und in Juan Dolio. Im November 2024 erreichten sie auf der World Pro Tour bei den Challenge-Turnieren in Haikou Platz sieben und in Chennai Platz zwei.
2025 ist Toni Rodriguez Debergs Partnerin. Im Mai gewannen Rodriguez/Deberg auf der World Beach Pro Tour das Challenge-Turnier in Xiamen.

## Privates
Kylie Deberg ist die Tochter von Jill Kuyava und Mike DeBerg. Sie hat zwei ältere Schwestern, Alisa Roth und Amanda Kehe.